# Hatfield (Indiana)
Hatfield est une census-designated place située dans le comté de Spencer, dans l’État de l'Indiana, aux États-Unis. Lors du recensement de 2020, elle compte 708 habitants.